# Joílson da Silva
Joilson Bernardo da Silva (Fortaleza, 29 de agosto de 1987) é um fundista brasileiro.
Foi medalha de bronze nos 3.000 m no Ibero-Americano de San Fernando, em 2010.
Integrando a delegação brasileira nos Jogos Pan-Americanos de 2011 em Guadalajara, no México, disputou a prova dos 5000 metros, obteve a medalha de bronze.